# Опасност из дубине
Опасност из дубине (енгл. The Shallows) амерички је хорор филм из 2016. године редитеља Жаумеа Колет-Сере, писца Ентонија Јашвинског и у ком игра Блејк Лајвли. У филму, сурферка се заглави 180 метара од обале и мора да употреби памет и одлучност да преживи напад велике беле ајкуле. Снимање је почело у октобру 2015. године у Новом Јужном Велсу и Квинсленду.
Филм је издат 24. јуна 2016. године у Сједињеним Америчким Државама, дистрибутера -а. Филм је издат 18. августа 2016. године, дистрибутера -а. Филм је добио генерално позитивне критике и зарадио преко 119 милиона америчких долара у односу на продукцијски буџет у распону од 17 до 25 милиона долара, поставши успешан на биоскопским благајнама.

## Радња
Убрзо након смрти своје мајке због рака, студенткиња медицине Ненси Адамс путује на осамљену плажу у Мексику, исту плажу коју је њена мајка посетила док је била трудна с њом. Карлос, љубазни локални становник, вози Ненси и одвози је на плажу, док њен пријатељ који је дошао с њом одседа у хотелу након што се превише забављао. Ненси се придружује још двоје мештана и њих троје сурфују неколико сати. Одмарајући се од сурфовања, Ненси видео-ћаска са млађом сестром Клои. Када у емотивном и напетом разговору разговара са оцем, открива се да је смрт њене мајке довела до тога да Ненси размисли о напуштању медицинске школе.
Док сурфује последњи пут током дана, Ненси примећује леш младог грбавог кита у близини. Док сурфује последњим таласом назад до плаже, велика бела ајкула сруши је са даске за сурфовање и угризе за ногу. Ненси се пење на леш кита, али је ајкула гура одоздо, присиљавајући је да отплива до изоловане стене. Она користи траку за даску за сурфовање да успори крварење из ноге. Касније је користила свој накит како би поставила рудиментарне шавове како би држала своје растргано месо заједно. Ненси остаје сама када несвесни мештани напусте плажу, а она проводи ноћ на стени са рањеним црвенокљуним галебом, ког је такође повредио морски пас, и даје му име Стивен Галеб. Следећег јутра, пијани локални човек на плажи краде Ненсиине ствари. Док је упловљавао у плитку воду како би украо Ненсину даску за сурфовање, ајкула га убија. Неколико сати касније, враћају се два мештана са којима је Ненси сурфовала. Улазе у воду пре него што их Ненси упозори и такође их убија ајкула.
Један од локалних сурфера носио је GoPro камеру на кациги. Кад га је напала ајкула, кацига му је отпала и испливала на површину. Ненси касније види кацигу како плута у води. Након извесне борбе, успела је да је пронађе и примећује на снимцима напада да ајкула има велику удицу заглављену у устима након могућег сусрета с рибарима. Ненси користи GoPro за остављање порука сестри и оцу, као и податке о нападу морског пса и њеној локацији.
Како се плима приближава, Ненси схвата да ће стена ускоро бити потопљена. Након што је на комаду даске за сурфовање послала Стевена Галеба према обали и временски одредила кругове ајкуле од леша кита до стене, Ненси доплива до оближње бове, уско избегавајући ајкулу пливајући кроз групу медуза које убоде и ајкулу и њу. Ненси проналази пиштољ на бови. Она испали једну ракету да привуче пажњу далеког теретног брода, али брод се већ окренуо и не види је. Затим је поново испали на ајкулу, запаливши уље из леша кита и разбесневши је, али на други начин нема ефекта. Ајкула затим жестоко напада бову и ишчупа ланце причвршћујући је за океанско дно. Ненси се привеже за последњи преостали ланац и док је откинута са бове, повучена је на дно океана, а морска ајкула је прогони. У последњем тренутку, Ненси се повлачи роњењем, а ајкула се набија на неку арматуру са сидра бове.
Касније, дечак по имену Мигел (са отварања филма на плажи) проналази акциону камеру и обавештава свог оца, за кога је откривено да је Карлос. Карлос проналази Ненси како плута близу обале и оживљава је. Ненси накратко види халуцинацију своје мајке. Док гледа по плажи, види да је Стивен Галеб стигао до обале. Годину дана касније, излечена Ненси (сада лекарка) и њена сестра Клои одлазе на сурфовање у Галвестону док њихов отац говори Ненси да би њена мајка била поносна.

## Улоге
| Глумац        | Улога        |
| ------------- | ------------ |
| Блејк Лајвли  | Ненси Адамс  |
| Оскар Хаенада | Карлос       |
| Брет Кален    | тата         |
| Седона Леџе   | Клои Адамс   |
| Пабло Калва   | дечак        |
| Џанел Бејли   | мама         |
| Сали Сигал    | Стивен Галеб |